# Progressione del record italiano dei 100 m stile libero
Nota: fino al 1956 i primati italiani erano validi sia se ottenuti in vasca lunga (olimpica) che corta, e molto spesso venivano ottenuti in piscine da 33 o da 25 metri, che a causa del maggior numero di virate danno un vantaggio sensibile in velocità; in seguito sono stati ritenuti validi solo i primati ottenuti in vasca da 50 metri, e a causa di ciò è possibile che un primato, ottenuto dopo il cambio di regolamento in vasca lunga, sia "inferiore" a uno ottenuto in precedenza. I primati in vasca corta sono diventati ufficiali solo dopo il 1980.

## Uomini

### Vasca lunga
| #                                                                | Tempo  | +              | Atleta             | Data              | Evento                          | Luogo                     | Ref   |
| ---------------------------------------------------------------- | ------ | -------------- | ------------------ | ----------------- | ------------------------------- | ------------------------- | ----- |
| 1                                                                | 1'05"6 |                | Emilio Polli       | 20 agosto 1926    | Campionati europei              | Budapest, Ungheria        |       |
| 2                                                                | 1'05"2 |                | Emilio Polli       | 3 settembre 1927  | Campionati europei              | Bologna, Italia           |       |
| 3                                                                | 1'03"4 |                | Emilio Polli       | 1º settembre 1928 |                                 | Roma, Italia              |       |
| 4                                                                | 1'03"0 |                | Sirio Banchelli    | 9 agosto 1931     |                                 | Bologna, Italia           |       |
| 5                                                                | 1'02"1 | 25m            | Dino Cappellini    | 4 giugno 1933     |                                 | Torino, Italia            |       |
| 6                                                                | 1'01"2 | 25m            | Giuseppe Gambetta  | 14 luglio 1935    |                                 | Torino, Italia            |       |
| 7                                                                | 1'00"5 | 33m            | Massimo Costa      | 20 febbraio 1937  |                                 | Torino, Italia            |       |
| 8                                                                | 1'00"3 | 33m            | William Lisardi    | 12 settembre 1937 | Campionati italiani estivi      | Torino, Italia            |       |
| 9                                                                | 1'00"0 | 25m            | Celio Brunelleschi | 30 aprile 1948    |                                 | Firenze, Italia           |       |
| 10                                                               | 59"5   | 25m            | Carlo Pedersoli    | 19 settembre 1950 |                                 | Salsomaggiore, Italia     |       |
| 11                                                               | 58"9   | 33m            | Carlo Pedersoli    | 28 aprile 1951    |                                 | Genova, Italia            |       |
| 12                                                               | 58"2   | 25m            | Carlo Pedersoli    | 21 giugno 1952    |                                 | Torino, Italia            |       |
| 13                                                               | 57"2   | 25m            | Angelo Romani      | 19 agosto 1955    |                                 | L'Aquila, Italia          |       |
| Da qui in poi tutti i primati sono ottenuti in vasca da 50 metri |        |                |                    |                   |                                 |                           |       |
| 14                                                               | 58"3   |                | Paolo Pucci        | 29 novembre 1956  | Giochi olimpici                 | Melbourne, Australia      |       |
| 15                                                               | 57"0   |                | Paolo Pucci        | 13 luglio 1957    |                                 | Roma, Italia              |       |
| 16                                                               | 56"8   |                | Paolo Pucci        | 26 luglio 1958    |                                 | Bologna, Italia           |       |
| 17                                                               | 56"3   | b              | Paolo Pucci        | 31 agosto 1958    | Campionati europei              | Budapest, Ungheria        |       |
| 18                                                               | 56"1   | sf             | Paolo Pucci        | 31 agosto 1958    | Campionati europei              | Budapest, Ungheria        |       |
| 18=                                                              | 56"1   |                | Bruno Bianchi      | 19 luglio 1964    |                                 | Sanremo, Italia           |       |
| 19                                                               | 55"8   | b              | Pietro Boscaini    | 11 ottobre 1964   | Giochi olimpici                 | Tokyo, Giappone           |       |
| 20                                                               | 55"7   |                | Pietro Boscaini    | 18 luglio 1965    |                                 | Sanremo, Italia           |       |
| 21                                                               | 55"4   |                | Pietro Boscaini    | 7 agosto 1965     | Campionati italiani estivi      | Milano, Italia            |       |
| 22                                                               | 55"2   |                | Pietro Boscaini    | 23 marzo 1966     |                                 | Roma, Italia              |       |
| 23                                                               | 55"1   | b              | Pietro Boscaini    | 11 settembre 1967 | Giochi del Mediterraneo         | Tunisi, Tunisia           |       |
| 24                                                               | 54"7   | b              | Pietro Boscaini    | 20 agosto 1968    |                                 | Milano, Italia            |       |
| 25                                                               | 54"6   |                | Roberto Pangaro    | 1º agosto 1970    |                                 | Roma, Italia              |       |
| 26                                                               | 54"4   |                | Roberto Pangaro    | 5 luglio 1972     |                                 | Siracusa, Italia          |       |
| 27                                                               | 54"3   |                | Roberto Pangaro    | 14 aprile 1973    |                                 | Dortmund, Germania Ovest  |       |
| 28                                                               | 54"06  | s              | Roberto Pangaro    | 5 settembre 1973  | Campionati mondiali             | Belgrado, Jugoslavia      |       |
| 29                                                               | 53"87  | b              | Roberto Pangaro    | 9 settembre 1973  | Campionati mondiali             | Belgrado, Jugoslavia      |       |
| 29=                                                              | 53"87  |                | Roberto Pangaro    | 15 aprile 1974    |                                 | Marsiglia, Francia        |       |
| 30                                                               | 53"6   |                | Roberto Pangaro    | 20 luglio 1974    |                                 | Roma, Italia              |       |
| 31                                                               | 53"32  |                | Roberto Pangaro    | 18 agosto 1974    | Campionati europei              | Vienna, Austria           |       |
| 32                                                               | 53"08  |                | Roberto Pangaro    | 18 agosto 1974    | Campionati europei              | Vienna, Austria           |       |
| 33                                                               | 52"59  |                | Roberto Pangaro    | 23 agosto 1974    | Campionati europei              | Vienna, Austria           |       |
| 34                                                               | 52"5   |                | Marcello Guarducci | 5 aprile 1975     | Coppa latina                    | Las Palmas, Spagna        |       |
| 35                                                               | 52"55  |                | Marcello Guarducci | 28 luglio 1975    | Campionati mondiali             | Cali, Colombia            |       |
| 36                                                               | 51"57  | b              | Marcello Guarducci | 24 luglio 1976    | Giochi olimpici                 | Montréal, Canada          |       |
| 37                                                               | 51"35  | sf             | Marcello Guarducci | 24 luglio 1976    | Giochi olimpici                 | Montréal, Canada          |       |
| 38                                                               | 51"25  | Record europeo | Marcello Guarducci | 8 settembre 1977  | Campionati italiani estivi      | Chiavari, Italia          |       |
| 39                                                               | 51"24  |                | Marcello Guarducci | aprile 1979       | Coppa latina                    | Rio de Janeiro, Brasile   |       |
| 40                                                               | 51"21  |                | Marcello Guarducci | 18 settembre 1982 |                                 | Warendorf, Germania Ovest |       |
| 41                                                               | 50"99  |                | Marcello Guarducci | 7 settembre 1983  | Giochi del Mediterraneo         | Casablanca, Marocco       |       |
| 42                                                               | 50"97  |                | Giorgio Lamberti   | 31 maggio 1987    |                                 | Roma, Italia              |       |
| 43                                                               | 50"82  |                | Giorgio Lamberti   | 5 luglio 1987     | Campionati italiani estivi      | Catania, Italia           |       |
| 44                                                               | 50"55  | b              | Giorgio Lamberti   | 20 agosto 1987    | Campionati europei              | Strasburgo, Francia       |       |
| 45                                                               | 50"53  |                | Giorgio Lamberti   | 21 agosto 1987    | Campionati europei              | Strasburgo, Francia       |       |
| 46                                                               | 50"47  | b              | Roberto Gleria     | 25 marzo 1988     | Campionati italiani primaverili | Firenze, Italia           |       |
| 47                                                               | 50"41  |                | Giorgio Lamberti   | 9 luglio 1989     | Campionati italiani estivi      | Genova, Italia            |       |
| 48                                                               | 49"48  | b              | Giorgio Lamberti   | 17 agosto 1989    | Campionati europei              | Bonn, Germania Ovest      |       |
| 49                                                               | 49"24  | Record europeo | Giorgio Lamberti   | 17 agosto 1989    | Campionati europei              | Bonn, Germania Ovest      |       |
| 50                                                               | 49"23  | s              | Lorenzo Vismara    | 16 settembre 2000 | Giochi olimpici                 | Sydney, Australia         |       |
| 51                                                               | 49"19  |                | Filippo Magnini    | 2 agosto 2003     |                                 | Riccione, Italia          |       |
| 52                                                               | 49"12  | sf             | Filippo Magnini    | 13 marzo 2004     | Campionati italiani primaverili | Livorno, Italia           |       |
| 53                                                               | 49"09  |                | Filippo Magnini    | 14 marzo 2004     | Campionati italiani primaverili | Livorno, Italia           |       |
| 54                                                               | 48"87  |                | Filippo Magnini    | 12 maggio 2004    | Campionati europei              | Madrid, Spagna            |       |
| 55                                                               | 48"74  |                | Filippo Magnini    | 10 aprile 2005    | Campionati italiani primaverili | Riccione, Italia          |       |
| 56                                                               | 48"73  | sf             | Filippo Magnini    | 27 luglio 2005    | Campionati mondiali             | Montréal, Canada          |       |
| 57                                                               | 48"12  |                | Filippo Magnini    | 28 luglio 2005    | Campionati mondiali             | Montréal, Canada          |       |
| 58                                                               | 48"11  | sf             | Filippo Magnini    | 13 agosto 2008    | Giochi olimpici                 | Pechino, Cina             |       |
| 58=                                                              | 48"11  |                | Filippo Magnini    | 5 aprile 2009     | Open di Spagna                  | Malaga, Spagna            |       |
| 59                                                               | 48"04  | sf             | Filippo Magnini    | 29 luglio 2009    | Campionati mondiali             | Roma, Italia              |       |
| 60                                                               | 47"96  | s              | Luca Dotto         | 21 aprile 2016    | Campionati italiani primaverili | Riccione, Italia          | [ 1 ] |
| 61                                                               | 47"92  |                | Alessandro Miressi | 12 agosto 2018    | Campionati italiani             | Roma, Italia              | [ 2 ] |
| 62                                                               | 47"74  | s              | Alessandro Miressi | 17 maggio 2021    | Campionati europei              | Budapest, Ungheria        |       |
| 63                                                               | 47"53  | sf             | Alessandro Miressi | 18 maggio 2021    | Campionati europei              | Budapest, Ungheria        |       |
| 64                                                               | 47"45  |                | Alessandro Miressi | 19 maggio 2021    | Campionati europei              | Budapest, Ungheria        |       |

Legenda: Ref - Referto della gara;
Record non ottenuti in finale: (b) - batteria; (sf) - semifinale; (s) - staffetta prima frazione.

### Vasca corta
| #  | Tempo | +              | Atleta              | Data             | Evento                          | Luogo                          | Ref   |
| -- | ----- | -------------- | ------------------- | ---------------- | ------------------------------- | ------------------------------ | ----- |
| 1  | 50"04 |                | Marcello Guarducci  | 21 dicembre 1980 |                                 | Antibes, Francia               |       |
| 2  | 49"97 |                | Marcello Guarducci  | 12 febbraio 1984 |                                 | Bonn, Germania Ovest           |       |
| 3  | 49"68 |                | Giovanni Franceschi | 2 marzo 1986     | Campionati italiani primaverili | Torino, Italia                 |       |
| 4  | 49"60 |                | Andrea Ceccarini    | 15 febbraio 1987 |                                 | Roma, Italia                   |       |
| 5  | 49"30 |                | Giorgio Lamberti    | 12 aprile 1987   |                                 | Roma, Italia                   |       |
| 6  | 49"10 |                | Giorgio Lamberti    | 16 febbraio 1988 |                                 | Brescia, Italia                |       |
| 7  | 48"76 |                | Giorgio Lamberti    | 13 gennaio 1990  |                                 | Roma, Italia                   |       |
| 8  | 48"64 |                | Lorenzo Vismara     | 21 gennaio 1998  |                                 | Sydney, Australia              |       |
| 9  | 48"50 | b              | Lorenzo Vismara     | 13 dicembre 2002 | Campionati europei              | Riesa, Germania                |       |
| 10 | 48"25 | sf             | Lorenzo Vismara     | 13 dicembre 2002 | Campionati europei              | Riesa, Germania                |       |
| 11 | 47"33 |                | Lorenzo Vismara     | 14 dicembre 2002 | Campionati europei              | Riesa, Germania                |       |
| 12 | 47"32 |                | Filippo Magnini     | 13 dicembre 2003 | Campionati europei              | Dublino, Irlanda               |       |
| 13 | 47"07 |                | Filippo Magnini     | 13 novembre 2005 |                                 | Viareggio, Italia              |       |
| 14 | 46"55 | sf             | Filippo Magnini     | 10 dicembre 2005 | Campionati europei              | Trieste, Italia                |       |
| 15 | 46"52 | Record europeo | Filippo Magnini     | 10 dicembre 2005 | Campionati europei              | Trieste, Italia                |       |
| 16 | 46"49 | b              | Filippo Magnini     | 12 dicembre 2008 | Campionati europei              | Fiume, Croazia                 |       |
| 17 | 46"37 | sf             | Filippo Magnini     | 12 dicembre 2008 | Campionati europei              | Fiume, Croazia                 |       |
| 18 | 46"04 |                | Marco Orsi          | 19 aprile 2015   | Coppa Caduti di Brema           | Riccione, Italia               | [ 3 ] |
| 19 | 45"58 | sf             | Alessandro Miressi  | 20 dicembre 2021 | Campionati mondiali             | Abu Dhabi, Emirati Arabi Uniti |       |
| 20 | 45"57 |                | Alessandro Miressi  | 21 dicembre 2021 | Campionati mondiali             | Abu Dhabi, Emirati Arabi Uniti |       |
| 21 | 45"51 |                | Alessandro Miressi  | 10 dicembre 2023 | Campionati europei              | Otopeni, Romania               |       |

Legenda: Ref - Referto della gara;
Record non ottenuti in finale: (b) - batteria; (sf) - semifinale; (s) - staffetta prima frazione.

## Donne

### Vasca lunga
| #                                                                | Tempo   | +     | Atleta                  | Data              | Evento                          | Luogo                       | Ref   |
| ---------------------------------------------------------------- | ------- | ----- | ----------------------- | ----------------- | ------------------------------- | --------------------------- | ----- |
| 1                                                                | 1'35"4  |       | Armida Ippavitz         | 9 agosto 1924     |                                 | Milano, Italia              |       |
| 2                                                                | 1'32"8  |       | Nerina Bravin           | 15 agosto 1927    | Campionati italiani estivi      | Bologna, Italia             |       |
| 3                                                                | 1'24"4  |       | Margherita Schwarz      | 2 settembre 1928  | Campionati italiani estivi      | Roma, Italia                |       |
| 4                                                                | 1'19"6  |       | Anna Savi               | 15 agosto 1929    | Campionati italiani estivi      | Roma, Italia                |       |
| 5                                                                | 1'18"0  |       | Ines Sulligi            | 16 agosto 1931    | Campionati italiani estivi      | Roma, Italia                |       |
| 6                                                                | 1'17"2  |       | Anna Savi               | 7 settembre 1931  |                                 | Bologna, Italia             |       |
| 7                                                                | 1'16"2  |       | Bianca Lokar            | 25 agosto 1935    |                                 | Sanremo, Italia             |       |
| 8                                                                | 1'15"8  | 33m   | Grazia Ruzzier          | 7 settembre 1935  |                                 | Milano, Italia              |       |
| 9                                                                | 1'15"6  | 33m   | Bianca Lokar            | 14 settembre 1935 |                                 | Genova, Italia              |       |
| 10                                                               | 1'14"0  |       | Bianca Lokar            | 2 settembre 1937  |                                 | Trieste, Italia             |       |
| 11                                                               | 1'13"7  | 33m   | Bianca Lokar            | 4 giugno 1939     |                                 | Milano, Italia              |       |
| 12                                                               | 1'12"3  |       | Bianca Lokar            | 28 giugno 1939    |                                 | Trieste, Italia             |       |
| 13                                                               | 1'12"0  |       | Bianca Lokar            | 26 luglio 1939    |                                 | Trieste, Italia             |       |
| 14                                                               | 1'11"7  |       | Bianca Lokar            | 8 agosto 1939     |                                 | Trieste, Italia             |       |
| 15                                                               | 1'10"6  |       | Bianca Lokar            | 3 settembre 1939  |                                 | Trieste, Italia             |       |
| 15=                                                              | 1'10"6  |       | Dragusa Gamacchio Finc  | 10 giugno 1950    |                                 | Napoli, Italia              |       |
| 16                                                               | 1'09"8  | 33m   | Dragusa Gamacchio Finc  | 22 luglio 1950    |                                 | Levanto, Italia             |       |
| 17                                                               | 1'09"5  | 33m   | Dragusa Gamacchio Finc  | 9 settembre 1950  | Campionati italiani estivi      | Genova, Italia              |       |
| 18                                                               | 1'09"4  | 25m   | Romana Calligaris       | 21 giugno 1952    |                                 | Torino, Italia              |       |
| 19                                                               | 1'08"8  | 33m   | Romana Calligaris       | 5 luglio 1952     |                                 | Genova, Italia              |       |
| Da qui in poi tutti i primati sono ottenuti in vasca da 50 metri |         |       |                         |                   |                                 |                             |       |
| 20                                                               | 1'09"3  |       | Sandra Valle            | 22 giugno 1956    |                                 | Napoli, Italia              |       |
| 21                                                               | 1'09"1  |       | Sandra Valle            | 23 agosto 1957    | Campionati italiani estivi      | Genova, Italia              |       |
| 22                                                               | 1'08"7  |       | Sandra Valle            | 7 settembre 1957  |                                 | Genova, Italia              |       |
| 23                                                               | 1'08"6  |       | Sandra Valle            | 4 ottobre 1958    |                                 | Spalato, Jugoslavia         |       |
| 24                                                               | 1'08"4  |       | Maria Cristina Pacifici | 14 giugno 1959    |                                 | Roma, Italia                |       |
| 25                                                               | 1'08"3  |       | Paola Saini             | 7 agosto 1959     | Campionati italiani estivi      | Genova, Italia              |       |
| 26                                                               | 1'07"7  |       | Maria Cristina Pacifici | 7 agosto 1959     | Campionati italiani estivi      | Genova, Italia              |       |
| 26=                                                              | 1'07"7  |       | Paola Saini             | 9 aprile 1960     |                                 | Roma, Italia                |       |
| 27                                                               | 1'06"7  |       | Paola Saini             | 25 aprile 1960    | Campionati italiani primaverili | Roma, Italia                |       |
| 28                                                               | 1'05"7  |       | Paola Saini             | 18 giugno 1960    |                                 | Roma, Italia                |       |
| 29                                                               | 1'05"3  |       | Paola Saini             | 17 luglio 1960    |                                 | Milano, Italia              |       |
| 30                                                               | 1'04"4  | b     | Paola Saini             | 26 agosto 1960    | Giochi olimpici                 | Roma, Italia                |       |
| 31                                                               | 1'04"0  |       | Daniela Beneck          | 6 aprile 1962     |                                 | Roma, Italia                |       |
| 32                                                               | 1'03"5  |       | Paola Saini             | 24 maggio 1962    |                                 | Mosca, Russia               |       |
| 33                                                               | 1'03"3  |       | Daniela Beneck          | 6 agosto 1964     |                                 | Dieren, Paesi Bassi         |       |
| 34                                                               | 1'03"2  | b     | Daniela Beneck          | 12 ottobre 1964   | Giochi olimpici                 | Tokyo, Giappone             |       |
| 35                                                               | 1'02"9  | sf    | Daniela Beneck          | 12 ottobre 1964   | Giochi olimpici                 | Tokyo, Giappone             |       |
| 36                                                               | 1'02"6  |       | Daniela Beneck          | 5 settembre 1965  |                                 | Roma, Italia                |       |
| 37                                                               | 1'02"5  |       | Daniela Beneck          | 5 settembre 1965  |                                 | Roma, Italia                |       |
| 38                                                               | 1'02"4  | b     | Daniela Beneck          | 21 agosto 1966    | Campionati europei              | Utrecht, Paesi Bassi        |       |
| 39                                                               | 1'02"3  |       | Mara Sacchi             | 24 settembre 1968 |                                 | Sanremo, Italia             |       |
| 40                                                               | 1'02"2  |       | Novella Calligaris      | 11 settembre 1970 | Campionati europei              | Barcellona, Spagna          |       |
| 41                                                               | 1'02"0  |       | Novella Calligaris      | 9 ottobre 1971    | Giochi del Mediterraneo         | Smirne, Turchia             |       |
| 42                                                               | 1'01"8  |       | Novella Calligaris      | 8 aprile 1972     |                                 | Berlino, Germania Ovest     |       |
| 43                                                               | 1'01"4  |       | Laura Podestà           | 4 agosto 1973     |                                 | Milano, Italia              |       |
| 44                                                               | 1'01"38 | b     | Laura Podestà           | 8 settembre 1973  | Campionati mondiali             | Belgrado, Jugoslavia        |       |
| 45                                                               | 1'01"36 | b     | Laura Podestà           | 8 settembre 1973  | Campionati mondiali             | Belgrado, Jugoslavia        |       |
| 46                                                               | 1'01"02 | b     | Laura Podestà           | 9 settembre 1973  | Campionati mondiali             | Belgrado, Jugoslavia        |       |
| 47                                                               | 1'00"5  |       | Cinzia Savi Scarponi    | 4 giugno 1977     |                                 | Pescara, Italia             |       |
| 48                                                               | 1'00"47 | b     | Cinzia Savi Scarponi    | 8 settembre 1977  | Campionati italiani estivi      | Chiavari, Italia            |       |
| 49                                                               | 59"97   |       | Cinzia Savi Scarponi    | 8 settembre 1977  | Campionati italiani estivi      | Chiavari, Italia            |       |
| 50                                                               | 59"59   |       | Cinzia Savi Scarponi    | 12 marzo 1978     | Campionati italiani primaverili | Roma, Italia                |       |
| 51                                                               | 59"55   |       | Cinzia Savi Scarponi    | 10 aprile 1978    | Coppa latina                    | San Juan, Porto Rico        |       |
| 52                                                               | 59"52   |       | Cinzia Savi Scarponi    | 13 luglio 1978    | Campionati italiani estivi      | Milano, Italia              |       |
| 53                                                               | 59"34   |       | Manuela Dalla Valle     | 20 luglio 1979    |                                 | Milano, Italia              |       |
| 54                                                               | 59"25   |       | Monica Vallarin         | 30 marzo 1980     | Campionati italiani primaverili | Torino, Italia              |       |
| 55                                                               | 59"10   |       | Monica Vallarin         | 15 giugno 1980    |                                 | Piacenza, Italia            |       |
| 56                                                               | 58"6    |       | Silvia Persi            | 29 agosto 1980    |                                 | Udine, Italia               |       |
| 57                                                               | 58"62   |       | Silvia Persi            | 7 settembre 1981  | Campionati europei              | Spalato, Jugoslavia         |       |
| 58                                                               | 58"45   |       | Silvia Persi            | 20 marzo 1983     | Campionati italiani primaverili | Palermo, Italia             |       |
| 59                                                               | 57"98   |       | Silvia Persi            | 19 luglio 1983    | Campionati italiani estivi      | Roma, Italia                |       |
| 60                                                               | 57"62   | b     | Silvia Persi            | 29 luglio 1984    | Giochi olimpici                 | Los Angeles, Stati Uniti    |       |
| 61                                                               | 57"24   | [ 4 ] | Silvia Persi            | 29 luglio 1984    | Giochi olimpici                 | Los Angeles, Stati Uniti    |       |
| 62                                                               | 57"13   |       | Silvia Persi            | 5 luglio 1987     | Campionati italiani estivi      | Catania, Italia             |       |
| 63                                                               | 57"08   |       | Silvia Persi            | 18 agosto 1987    | Campionati europei              | Strasburgo, Francia         |       |
| 64                                                               | 56"97   |       | Silvia Persi            | 15 agosto 1989    | Campionati europei              | Bonn, Germania Ovest        |       |
| 65                                                               | 56"84   |       | Viviana Susin           | 10 luglio 1997    | Campionati italiani estivi      | San Donato Milanese, Italia |       |
| 66                                                               | 56"70   |       | Cristina Chiuso         | 1º giugno 2000    |                                 | Roma, Italia                |       |
| 67                                                               | 56"37   |       | Luisa Striani           | 5 agosto 2000     | Campionati italiani estivi      | Monfalcone, Italia          |       |
| 68                                                               | 56"10   |       | Cecilia Vianini         | 16 settembre 2000 | Giochi olimpici                 | Sydney, Australia           |       |
| 69                                                               | 55"96   |       | Cecilia Vianini         | 16 settembre 2000 | Giochi olimpici                 | Sydney, Australia           |       |
| 70                                                               | 55"80   | b     | Cecilia Vianini         | 24 luglio 2001    | Campionati mondiali             | Fukuoka, Giappone           |       |
| 71                                                               | 55"70   | sf    | Cecilia Vianini         | 24 luglio 2001    | Campionati mondiali             | Fukuoka, Giappone           |       |
| 72                                                               | 55"07   |       | Cecilia Vianini         | 6 agosto 2001     | Campionati italiani estivi      | Genova, Italia              |       |
| 73                                                               | 54"40   |       | Federica Pellegrini     | 10 marzo 2004     | Campionati italiani primaverili | Livorno, Italia             |       |
| 74                                                               | 53"55   |       | Federica Pellegrini     | 7 marzo 2009      | Campionati italiani primaverili | Riccione, Italia            |       |
| 75                                                               | 53"18   |       | Federica Pellegrini     | 25 giugno 2016    | 53º Trofeo Settecolli           | Roma, Italia                | [ 5 ] |
| 76                                                               | 53"01   |       | Sara Curtis             | 15 aprile 2025    | Campionati italiani primaverili | Riccione, Italia            |       |

Legenda: Ref - Referto della gara;
Record non ottenuti in finale: (b) - batteria; (sf) - semifinale; (s) - staffetta prima frazione.

### Vasca corta
| #   | Tempo | + | Atleta              | Data             | Evento                          | Luogo             | Ref   |
| --- | ----- | - | ------------------- | ---------------- | ------------------------------- | ----------------- | ----- |
| 1   | 57"62 |   | Silvia Persi        | 19 dicembre 1982 |                                 | Göteborg, Svezia  |       |
| 2   | 57"60 |   | Silvia Persi        | 22 gennaio 1984  |                                 | Roma, Italia      |       |
| 3   | 57"12 |   | Silvia Persi        | 5 febbraio 1984  |                                 | Parigi, Francia   |       |
| 4   | 56"58 |   | Silvia Persi        | 5 febbraio 1984  |                                 | Parigi, Francia   |       |
| 5   | 56"53 |   | Silvia Persi        | 2 marzo 1986     | Campionati italiani primaverili | Torino, Italia    |       |
| 6   | 56"32 |   | Silvia Persi        | 2 marzo 1986     | Campionati italiani primaverili | Torino, Italia    |       |
| 7   | 56"31 |   | Silvia Persi        | 14 dicembre 1986 |                                 | Malmö, Svezia     |       |
| 8   | 56"27 |   | Silvia Persi        | 1º febbraio 1987 |                                 | Parigi, Francia   |       |
| 9   | 56"14 |   | Silvia Persi        | 1º marzo 1987    | Campionati italiani primaverili | Loano, Italia     |       |
| 10  | 56"12 |   | Cristina Chiuso     | 29 marzo 1998    |                                 | Parigi, Francia   |       |
| 11  | 56"00 |   | Cristina Chiuso     | 29 marzo 1998    |                                 | Parigi, Francia   |       |
| 12  | 55"87 |   | Luisa Striani       | 19 dicembre 1999 | Campionati italiani invernali   | Desenzano, Italia |       |
| 13  | 55"43 |   | Cristina Chiuso     | 14 dicembre 2000 | Campionati europei              | Valencia, Spagna  |       |
| 14  | 55"03 |   | Cristina Chiuso     | 14 dicembre 2000 | Campionati europei              | Valencia, Spagna  |       |
| 14= | 55"03 |   | Cristina Chiuso     | 18 febbraio 2001 |                                 | Avezzano, Italia  |       |
| 15  | 54"92 |   | Cristina Chiuso     | 20 dicembre 2001 | Campionati italiani invernali   | Imperia, Italia   |       |
| 16  | 54"37 |   | Federica Pellegrini | 16 novembre 2003 |                                 | Viareggio, Italia |       |
| 17  | 53"89 |   | Federica Pellegrini | 19 dicembre 2003 | Campionati italiani invernali   | Camogli, Italia   |       |
| 18  | 53"71 |   | Renata Spagnolo     | 25 aprile 2009   | Campionato nazionale a quadre   | Roma, Italia      |       |
| 19  | 53"58 |   | Erika Ferraioli     | 5 agosto 2011    | Campionati italiani             | Roma, Italia      |       |
| 20  | 52"86 |   | Federica Pellegrini | 23 novembre 2013 |                                 | Viareggio, Italia |       |
| 21  | 52"56 |   | Federica Pellegrini | 4 dicembre 2015  |                                 | Netanya, Israele  |       |
| 22  | 52"17 |   | Federica Pellegrini | 24 aprile 2016   | Campionato nazionale a squadre  | Riccione, Italia  | [ 6 ] |
| 23  | 52"10 |   | Federica Pellegrini | 7 aprile 2019    | Campionato nazionale a squadre  | Riccione, Italia  |       |

Legenda: Ref - Referto della gara;
Record non ottenuti in finale: (b) - batteria; (sf) - semifinale; (s) - staffetta prima frazione.